# Щеврик смугастий
Ще́врик смугастий (Anthus lineiventris) — вид горобцеподібних птахів родини плискових (Motacillidae). Мешкає в Африці на південь від екватора. Утворює надвид зі скельним щевриком.

## Поширення і екологія
Смугасті щеврики мешкають у Кенії, Танзанії, Руанді, Бурунді, ДР Конго, Анголі, Замбії, Малаві, Мозамбіку, Зімбабве, Ботсвані, Есватіні і ПАР. Вони живуть у сухих саванах і чагарникових заростях. Зустрічаються на висоті до 2200 м над рівнем моря.